# Earl (Caroline du Nord)

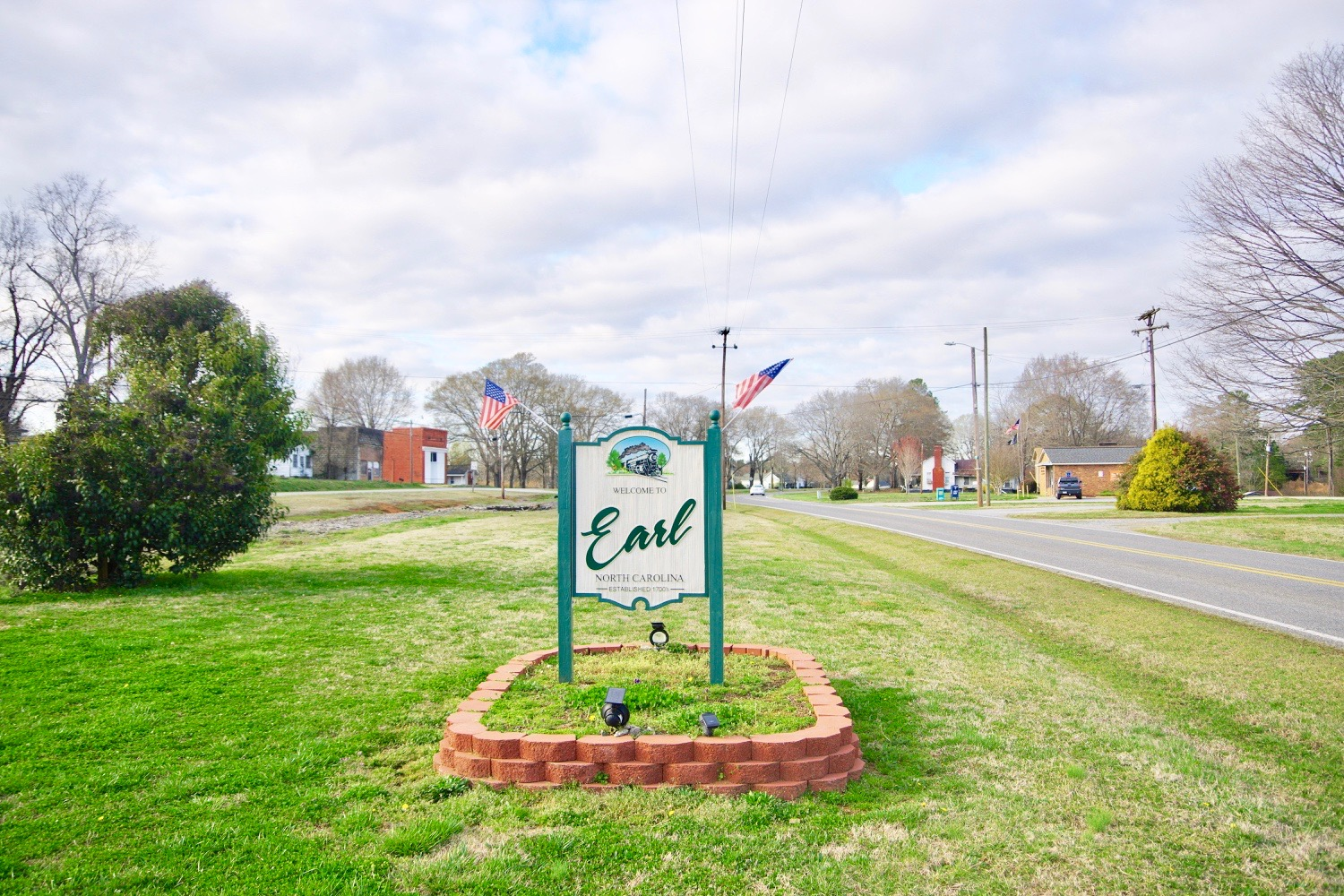
Panneau de bienvenue le long de Blacksburg Road

Pour les articles homonymes, voir Earl.
Earl est une ville américaine située dans le comté de Cleveland dans l'État de Caroline du Nord. En 2010, sa population était de 260 habitants.

## Démographie
| 1980 | 1990 | 2000 | 2010 | - | - |
| ---- | ---- | ---- | ---- | - | - |
| 206  | 230  | 234  | 260  | - | - |

## Source de la traduction
- (en) Cet article est partiellement ou en totalité issu de l’article de Wikipédia en anglais intitulé « Earl, North Carolina » (voir la liste des auteurs).